# Macchambes Younga-Mouhani
Macchambes Younga-Mouhani, Spitzname „Mac“ oder „Marc“ (* 1. August 1974 in Loubomo), ist ein ehemaliger kongolesischer Fußballspieler.

## Spielerkarriere
Younga wurde in der damaligen Volksrepublik Kongo geboren und lernte dort auf der Straße das Fußballspielen. Später wurde er Spieler bei Diables Noirs und bestritt im Alter von 17 Jahren gegen den Tschad sein Debüt als kongolesischer Nationalspieler. Sein damaliger Nationaltrainer – der Deutsche Joachim Fickert – war es auch, der ihm den Kontakt nach Europa herstellte und ihm somit ein Engagement bei Schwarz-Weiß Düren ermöglichte. In Düren ist die Familie Younga noch heute zuhause.
Youngas Karriere im deutschen Profifußball begann in der Saison 1995/96 beim Bundesligaverein Borussia Mönchengladbach. Er absolvierte dort jedoch nur zwei Spiele und wechselte daraufhin zu Fortuna Düsseldorf, wo er nach der ersten Saison aus der 1. Liga abstieg und in der Folgesaison nach der Hinrunde zum SC Fortuna Köln abgegeben wurde. Erst in Köln entwickelte er sich zum Stammspieler.
Anfang des Jahres 2001 schloss sich Younga der Mannschaft von Wacker Burghausen an und blieb dem Verein insgesamt vier Jahre treu. In dieser Zeit wurde er eine Stammkraft im Verein und bestach durch seinen Kampfgeist. Mit Wacker stieg er aus der Regionalliga Süd in die zweite Bundesliga auf.
Danach ging er für zwei Jahre zu Rot-Weiss Essen, konnte dort zunächst in die zweite Liga aufsteigen, schaffte aber im Folgejahr nicht den Klassenerhalt und stieg wieder ab. Trotzdem brachte ihm seine Tätigkeit in Essen einen hohen Bekanntheitsgrad, als ihn der TV-Moderator Stefan Raab in seine Sendung TV total einlud. Grund dafür war ein spektakuläres Tor in der Saison 2005/06 gegen den Chemnitzer FC, als Younga hinter dem Torwart dessen Abschlagversuch abwartete, ihm dann den Ball abnahm und ihn direkt in das leer stehende Tor einschoss. Das Tor wurde von der ARD zum „Tor der Woche“ gekürt und schaffte es damit in die Auswahl für das Tor des Monats.
Nach dem Abstieg von Rot-Weiss Essen folgte Younga seinem Trainer Uwe Neuhaus zum 1. FC Union Berlin. Dort hatte er in seiner ersten Saison zunächst Probleme, sich in die Mannschaft zu spielen und wurde zeitweise in der Reservemannschaft eingesetzt. In der Folgesaison konnte sich Younga zum festen Bestandteil der Mannschaft entwickeln und einen großen Beitrag bei Unions Rückkehr in die zweite Bundesliga leisten. Mit Union hielt er zwei Mal in Folge die Klasse in der zweiten Liga. Jedoch war er in der Saison 2010/11 nur noch Ergänzungsspieler. Für Aufsehen sorgte stattdessen sein Foul am Bochumer Gegenspieler Matías Concha, bei dem dieser einen Schien- und Wadenbeinbruch erlitt. Younga wurde daraufhin von Concha auf 200.000 Euro Schadensersatz verklagt, das Landgericht Berlin-Tegel wies die Klage im August 2012 aber ab. Am Ende der Spielzeit wurde sein Vertrag bei Union nicht mehr verlängert. Er wechselte daraufhin zurück ins Rheinland zum FC Wegberg-Beeck in die sechstklassige Mittelrheinliga.
Seit Februar 2014 ist Younga-Mouhani A-Jugend-Trainer des SG GFC Düren 99.

## Erfolge
- 21 Einsätze (2 Tore) in der ersten Bundesliga für Borussia Mönchengladbach (2/0) und  Fortuna Düsseldorf (19/2)
- 227 Einsätze (42 Tore) in der zweiten Bundesliga für Fortuna Düsseldorf (10/1), Fortuna Köln (71/19), Wacker Burghausen (85/18), Rot-Weiss Essen (20/4) und den 1. FC Union Berlin (41/0)
- Aufstieg in die 2. Bundesliga mit Wacker Burghausen (2002), Rot-Weiss Essen (2006) und dem 1. FC Union Berlin (2009)
- Qualifikation für die 3. Liga 2008 mit Union Berlin